# بلينة جذعية الإزهار
بلينة الجذعية الإزهار أو الطرفاوية أو العنب البرازيلي أو الجابوتيكابا (الاسم العلمي: Plinia cauliflora) (بالإنجليزية: Jabuticaba)‏ هي نوع من النباتات يتبع جنس البلينة من فصيلة الآسية.

## موطنها
البرازيل وبوليفيا والأرجنتين وباراغواي.

## خصائصها
الغريب والمميز في هذه الشجرة هو أن ثمارها تنبت على الجذع نفسه وليس على الأغصان وذلك بعد أن تزهر بزهورها البيضاء، وتكون ثمارها ذات لون أسود أو أحمر غامق أو الأرجواني وتشبه حبات العنب. تؤكل ثمارها نيئة وطازجة، وتستخدم ثمارها في صنع المشروبات والهلام، وهي متوفرة على مدار السنة في المناطق ذات الجو الاستوائي. تحوي ثمار الجابوتيكابا على مواد مضادة للأكسدة والإلتهابات ويعتقد بفائدتها لمرضى السرطان. تستخدم بعد تجفيفها كعلاج شعبي لعدد من الأمراض مثل فقر الدم والربو والإسهال، كما يصنع منها محلول غرغرة لعلاج التهاب اللوزتين.

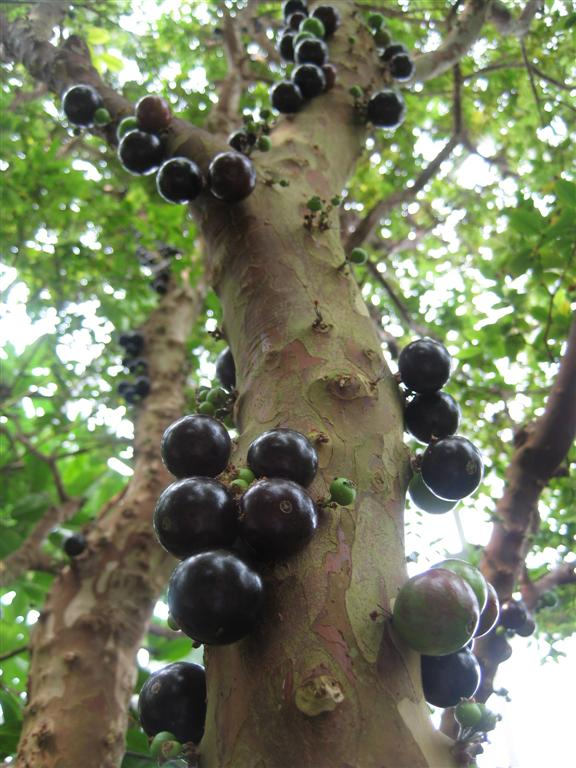
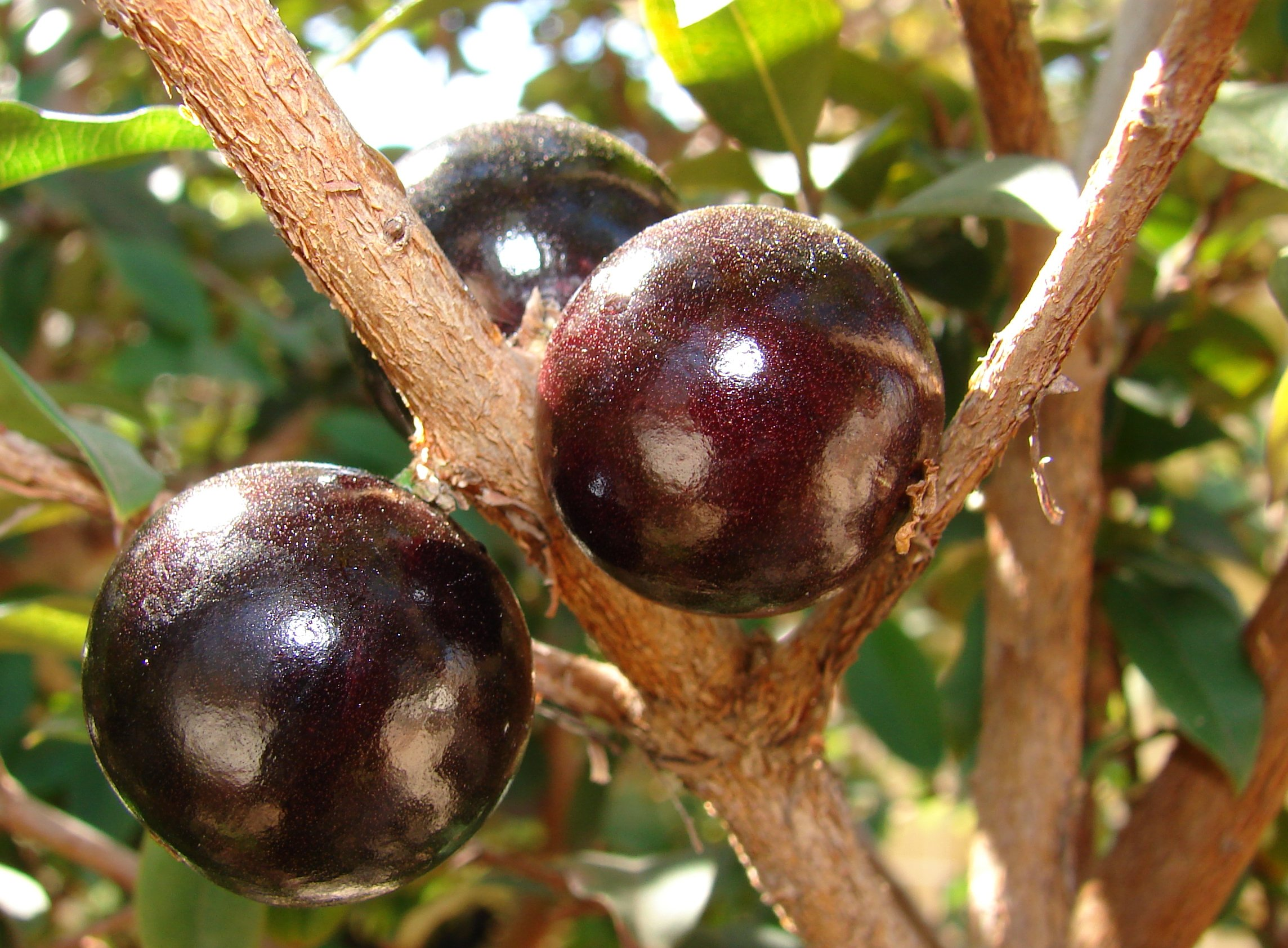
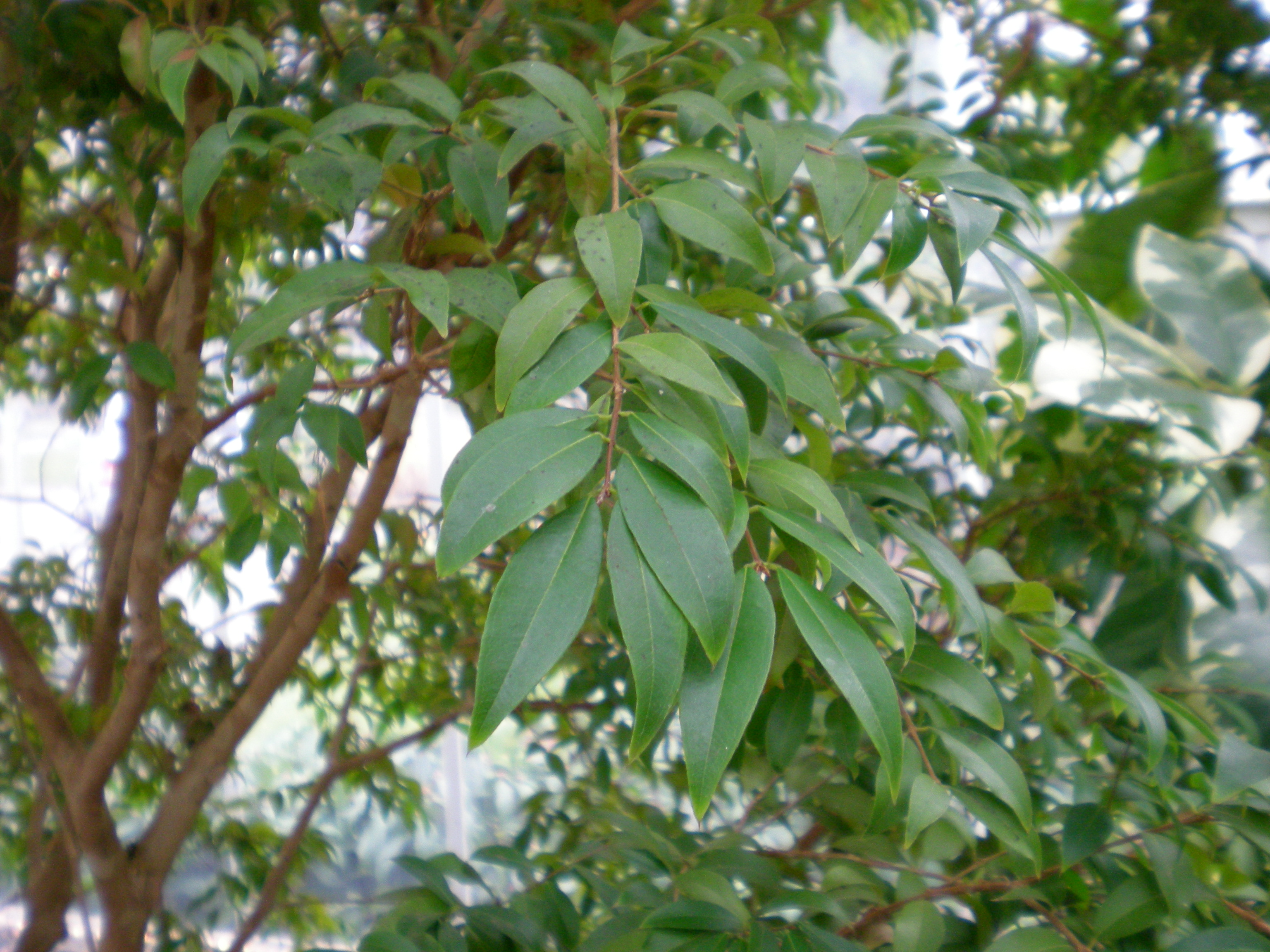